# Gammaropsis angustimana
Gammaropsis angustimana är en kräftdjursart som först beskrevs av Chris Conlan 1983.  Gammaropsis angustimana ingår i släktet Gammaropsis och familjen Isaeidae. Inga underarter finns listade i Catalogue of Life.